# Cenerentola (serie animata)
Cenerentola (シンデレラ物語?, Shinderera monogatari, Cinderella monogatari, lett. "La storia di Cenerentola") è un anime italo-giapponese del 1995 in 26 puntate prodotto da Tatsunoko Productions e Mondo TV. La serie, liberamente tratta dall'omonima fiaba francese di Charles Perrault, è stata trasmessa per la prima volta dal canale NHK BS-2 della televisione pubblica giapponese NHK a partire dall'aprile del 1996, e in Italia da Italia 1 a partire dall'agosto 1997.

## Trama
La storia inizia con la partenza del padre di Cenerentola per un lungo viaggio d'affari. La fanciulla rimane quindi sola con la matrigna e le due sorellastre, Caterina e Giannina. Da quel momento per Cenerentola le cose cambiano: deve fare i lavori più ingrati ed umili ed è costretta a vivere in una stanzetta nella soffitta della villa.
Fortunatamente Paulette, la sua fata madrina, veglia su di lei: oltre a toglierla dai guai di nascosto, le dà il dono di potere comunicare con gli animali. Cenerentola si circonda quindi di nuovi piccoli amici: il cagnolino Paco, i topini Bingo e Ciuciu, l'uccellino Papy e Mischa, la gatta della matrigna (che all'inizio è cattiva con lei ma in seguito le diventa amica), che l'aiutano come possono.
Durante una delle poche occasioni in cui Cenerentola riesce ad andare in città (è praticamente segregata in casa ad occuparsi delle faccende domestiche, mentre le sorelle sono fuori a divertirsi), incontra uno strano giovane, che si vanta nientemeno di essere amico del Principe Carlo. La fanciulla inizialmente non si fida di lui e gli dà ripetutamente del bugiardo. Cenerentola però non sa che questo ragazzo non è altri che il Principe Carlo in persona, che poco propenso a stare al castello a prendere lezioni dal suo precettore, ogni tanto scappa sotto le mentite spoglie di Alessio, suo grande amico e compagno di scherma.
Iniziano qui numerose avventure, tra battute di caccia, tradimenti e congiure di palazzo, che hanno per protagonisti il Principe, quasi sempre in incognito, Cenerentola e la matrigna, che spera di far sposare una delle sue due figlie al migliore partito della città, il Principe Carlo.
Ma alla fine Cenerentola scopre la vera identità del ragazzo al quale ha dato più volte del bugiardo ed è sconvolta e disperata Intanto il Re organizza una grande festa danzante, alla quale vengono invitate tutte le fanciulle nubili della zona, così che il figlio Carlo possa trovare la donna da sposare. Anche Cenerentola è invitata, ma la matrigna strappa il suo invito. La Fata madrina però, sempre pronta ad aiutare la ragazza, con la sua bacchetta magica le procura uno splendido abito da sera con delle meravigliose scarpette di cristallo: Cenerentola potrà quindi andare al ballo, ma dovrà ritornare prima di mezzanotte, ora in cui la magia avrà fine.
Questa volta è Cenerentola ad essere in incognito, e alla festa il Principe Carlo non riconosce in quella splendida Principessa apparsa dal nulla la compagna di tante avventure. Ma arriva mezzanotte e Cenerentola è costretta a fuggire, perdendo una scarpetta sullo scalone del palazzo. Il Principe, rimasto affascinato dalla misteriosa fanciulla, la cerca disperatamente di casa in casa, fino a trovarla. I due giovani possono ora vivere felici, con l'approvazione anche del padre di Cenerentola, finalmente ritornato dal suo lungo viaggio, nonché, apparentemente, perfino della matrigna e delle sorellastre, che sembrano capire il proprio egoismo e arroganza e voler fare la loro parte nel lavorare in casa.

## Personaggi
Cenerentola
Cenerentola è la protagonista della serie, è una ragazza dolce, gentile, altruista e sempre pronta ad aiutare gli altri, a volte se si arrabbia dimostra il suo lato imperativo. È doppiata da Maria Kawamura e Elisabetta Spinelli.
Principe Carlo
Carlo è il protagonista maschile della serie, è il principe del regno di Smeraldo, all'inizio sembra un ragazzo svogliato e inaffidabile ma in realtà è altruista, onesto, giudizioso, coraggioso e leale, è molto abile a combattere con la spada ma ama un po' di meno le altre materie, spesso gira incognito per il regno ed è durante una di queste escursioni che incontra Cenerentola della quale si innamora a prima vista. È doppiato da Masami Kikuchi e Claudio Moneta.
Fata Madrina
Chiamata Paulette in originale, è la fata madrina di Cenerentola, era amica di Francesca la mamma di Cenerentola alla quale in punto di morte le promise di vegliare sulla figlia, per questo veglia su Cenerentola ed è sempre pronta ad aiutarla con la sua magia, inoltre dona a Cenerentola il dono di parlare con gli animali e inoltre aiuta Cenerentola ad andare al ballo del principe. È doppiata da Yūko Mita e Marina Thovez.
Paco, Ciuciu, Bingo, Papy e Mishia
Paco, Ciuciu, Bingo, Papy e Mishia sono gli amici animali di Cenerentola con i quali la ragazza riesce a parlare grazie a una magia di Paulette, sono molto affezionati a Cenerentola anche se all'inizio Mishia è cattivo/a con lei ma in seguito le diventa amico/a, sono sempre pronti ad aiutare Cenerentola nel momento del bisogno e le stanno sempre vicini in ogni circostanza. Paco è doppiato da Tsutomu Tsuji e Pietro Ubaldi; Ciuciu da Yayoi Nakazawa e Graziella Porta; Bingo da Tomohiro Tsuboi e Davide Garbolino; Papy da Aki Matsushita e Federica Valenti.
Alessio
Alessio è il paggio e il migliore amico di Carlo, è sempre pronto ad aiutarlo infatti è lui a prestare a Carlo i suoi vestiti perché possa andare in giro incognito per il paese. È doppiato da Ken Narita e Davide Garbolino.
Matrigna
La matrigna di Cenerentola è una donna avida, crudele e ambiziosa che mira a far sposare una delle sue figlie al principe Carlo per far in modo che una delle due diventi principessa, odia Cenerentola perché è invidiosa della sua bellezza e per questo la maltratta in ogni modo possibile, alla fine però si redime diventando una persona migliore e capendo i suoi errori. È doppiata da Toshiko Sawada e Annamaria Mantovani.
Caterina e Giannina
Caterina e Giannina sono le sorellastre di Cenerentola, sono viziate, capricciose e insicure, entrambe desiderano diventare principessa sposando Carlo, anche loro maltrattano Cenerentola perché sono invidiose della sua bellezza ma alla fine si redimano diventano delle persone migliori e capendo i propri errori. Caterina è doppiata da Keiko Konno e Manuela Tamietti e Giannina da Akiko Matsukuma e Marcella Silvestri.
Zaro
Zaro è l'antagonista principale della serie, è un uomo avido, crudele e spietato, desidera diventare re del regno di Smeraldo, per questo non esita ad assoldare briganti, sicari e banditi. È doppiato da Mario Zucca.

## Distribuzione
La serie è stata trasmessa per la prima volta dal canale NHK BS-2 della televisione pubblica giapponese NHK a partire dall'aprile del 1996, e in italiano da Italia 1 a partire dall'agosto 1997, alle ore 6:40 del mattino.
In Giappone, così come in Francia e Russia, è disponibile la serie completa in diverse edizioni DVD. L'edizione italiana è stata pubblicata in edicola tra la fine del 1997 e l'inizio del 1998 in 13 VHS da Hobby & Work con il titolo Le avventure di Cenerentola. Le VHS, ad ognuna delle quali era allegato un piccolo booklet, utilizzavano la sigla internazionale della Mondo TV, diversa da quella usata per la trasmissione televisiva, ed avevano tutte il logo Hobby & Work in sovrimpressione. Nei primi anni 2000, Mondo Home Entertainment, divisione home video di Mondo TV, ha iniziato la pubblicazione dei titoli di punta della propria library classica in VHS. Di Cenerentola sono stati distribuiti tre volumi, per un totale di sei episodi, dopodiché la pubblicazione si è inspiegabilmente arrestata. Insieme alle VHS è stato distribuito anche un CD con parte della colonna sonora di John Sposito.

### Episodi
| Nº | Titolo italiano Giapponese 「Kanji」 - Rōmaji                                                     | In onda           | In onda |
| Nº | Titolo italiano Giapponese 「Kanji」 - Rōmaji                                                     | Giapponese        |         |
| 1  | La partenza 「素敵なレディになりたい」 - Suteki na redi ninaritai                                 | 4 aprile 1996     |         |
| 2  | Il concorso 「シロツメクサの夢」 - Shirotsumekusa no yume                                         | 11 aprile 1996    |         |
| 3  | Il bugiardo 「あこがれの王子さま」 - Akogare no ōji-sama                                          | 18 aprile 1996    |         |
| 4  | Il cavallo 「素敵な私の王子さま」 - Suteki na watashi no ōji-sama                                 | 25 aprile 1996    |         |
| 5  | Un incontro da sogno 「夢のような出会い」 - Yume no yōna deai                                     | 2 maggio 1996     |         |
| 6  | Il mistero del vigneto 「ぶどう園の秘密」 - Budō sono no himitsu                                  | 9 maggio 1996     |         |
| 7  | Il falso indovino 「いんちき占い師」 - Inchiki uranai shi                                         | 16 maggio 1996    |         |
| 8  | La magia di un gesto 「魔法の笑顔とおまじない」 - Mahō no egao to omajinai                        | 23 maggio 1996    |         |
| 9  | Il complotto contro il re 「気になるあいつ」 - Kini naruaitsu                                     | 30 maggio 1996    |         |
| 10 | Il violinista triste 「悲しきバイオリン」 - Kanashi ki baiorin                                    | 6 giugno 1996     |         |
| 11 | La fuga d'amore 「素敵な恋をしてみたい」 - Suteki na koi woshitemitai                             | 13 giugno 1996    |         |
| 12 | Il ballo a corte 「王子さま はじめまして！」 - Ōji-sama hajimemashite!                            | 20 giugno 1996    |         |
| 13 | Isabella è scomparsa 「愛の行方...消えたイザベル」 - Ai no namegata... kie ta Izaberu             | 27 giugno 1996    |         |
| 14 | Il segreto del principe Carlo 「シャルル王子の秘密」 - Sharuru-ōji no himitsu                     | 4 luglio 1996     |         |
| 15 | Il vero e il falso Carlo 「二人のシャルル王子」 - Futari no Sharuru-ōji                           | 11 luglio 1996    |         |
| 16 | Il principe ed i lavori di casa 「お手伝いは王子さま」 - O tetsudai ha ōji-sama                   | 18 luglio 1996    |         |
| 17 | La gentilezza di un piccolo cuore 「小さな心に優しい気持ち」 - Chīsa na kokoro ni yasashī kimochi | 25 luglio 1996    |         |
| 18 | Un pittore inquietante 「不気味な絵描き」 - Bukimi na ekaki                                       | 1º agosto 1996    |         |
| 19 | L'attacco dei banditi 「盗賊団をやっつけろ」 - Tōzoku-dan woyattsukero                            | 8 agosto 1996     |         |
| 20 | Viaggio verso la felicità 「幸せへの旅立ち」 - Shiawase he no tabidachi                           | 15 agosto 1996    |         |
| 21 | I ricordi della mamma 「お母さまの思い出」 - Okāsama no omoide                                    | 22 agosto 1996    |         |
| 22 | Avventura pericolosa 「シンデレラ危機一髪」 - Shinderera kikiippatsu                              | 29 agosto 1996    |         |
| 23 | Eliminate il principe 「狙われた王子さま」 - Nerawa reta ōji-sama                                 | 5 settembre 1996  |         |
| 24 | Invito al ballo 「舞踏会への招待状」 - Butōkai he no shōtaijō                                     | 12 settembre 1996 |         |
| 25 | La scarpetta della felicità 「幸せを呼ぶ靴」 - Shiawase wo yobu kutsu                             | 26 settembre 1996 |         |
| 26 | Un matrimonio felice 「幸せな結婚式」 - Shiawase na kekkonshiki                                   | 3 ottobre 1996    |         |

## Sigle
Sigla iniziale originale
- Ai purasu ai (愛プラス愛? lett. "Amore + amore")

Sigla finale originale
- Namaretate no ai (生まれたての愛? lett. "Amore appena nato")

Entrambe le sigle sono cantate da Judy Ongg, scritte da Akira Ōtsu e composte e arrangiate da Hisamasa Kojima.
Sigla iniziale e finale italiana
- Cenerentola sorridi - cantata da Cristina D'Avena, musica di Silvio Amato, testo di Alessandra Valeri Manera.
- Per le edizioni in VHS e DVD e la pubblicazione su internet è stata usata la sigla internazionale della Mondo TV, il cui titolo non è accreditato, interpretata da Erica Guerra e composta da John Sposito.

## Film
Dalla serie sono stati tratti tre film riassuntivi, Cenerentola, Cenerentola e il Principe Carlo e Cenerentola e il Castello di Esmeraldo. Mentre il primo film mostra le parti salienti della fiaba, gli altri due sono di tipo integrativo e contengono ciò che era stato tralasciato nel primo film per motivi di durata.